# 음력 1월 3일
음력 1월 3일(음력 일월 초사흘)은 음력 1월의 3번째 날이다.

## 사건
- 2011년 - 조선민주주의인민공화국 주민 31명이 어선을 타고 연평도 동북쪽 북방한계선을 넘어와 귀순 의사를 밝힌 것으로 알려졌다.

## 탄생
- 1953년 - 대한민국의 가수 태진아.
- 1994년 - 대한민국의 가수 달수빈.

## 사망
- 1562년 - 조선 명종 때의 도적 임꺽정
- 1799년 - 청나라의 황제 건륭제.

## 기념일, 연중행사
- 대체공휴일: 대한민국

## 같이 보기
- 음력 360일: 1월 2월 3월 4월 5월 6월 7월 8월 9월 10월 11월 12월
- 전날:1월 2일 다음날:1월 4일 - 전달:12월 3일 다음달:2월 3일
- 양력:1월 3일
- 음력, 윤달